# Livermore
Livermore (dříve Livermores, Livermore Ranch a Nottingham) je město v okrese Alameda v Kalifornii ve Spojených státech. S odhadovaným počtem 90 189 obyvatel v roce 2019 je Livermore nejlidnatějším městem v oblasti Tri-Valley. Livermore se nachází na východním okraji kalifornské oblasti Sanfranciského zálivu (San Francisco Bay Area). Současným starostou je Bob Woerner.
Livermore byl vytyčen a zaregistrován 4. listopadu 1869 jako železniční město Williamem Mendenhallem a pojmenován po jeho příteli a místním rančerovi Robertu Livermorovi, který se v oblasti usadil ve 40. letech 19. století. Livermore je sídlem Lawrence Livermore National Laboratory, po níž je pojmenován chemický prvek livermorium. Livermore je také kalifornským sídlem Sandia National Laboratories, která má jinak sídlo v Albuquerque v Novém Mexiku. Na jeho jižní straně se rozkládají místní vinice. Město přestavělo své centrum a je považováno za součást oblasti Tri-Valley, zahrnující údolí Amador, Livermore a San Ramon.